# Peter Reisch
Peter Reisch (* 26. Februar 1943 in Sierpc; † 13. Juli 1962 in Magdeburg) war ein Todesopfer an der innerdeutschen Grenze.

## Leben
Peter Reisch, der bereits vor dem Mauerbau über West-Berlin aus der DDR geflüchtet war, war aus Furcht vor einer Schadensersatzforderung im März 1962 in die DDR zurückgekehrt, lebte bei seiner Mutter in Egeln und arbeitete dort als Landarbeiter. Am 5. Juni 1962 versuchte er, bei Schierke erneut aus der DDR zu flüchten. Dabei wurde er durch Grenzposten entdeckt. Der Stabsgefreite Fritz Hanke schoss auf ihn und traf seinen Hinterkopf. Peter Reisch wurde zunächst in das Kreiskrankenhaus Wernigerode gebracht und später in die Medizinische Akademie Magdeburg, wo er am 13. Juli 1962 starb.
Der Schütze Fritz Hanke flüchtete 1963 in die Bundesrepublik Deutschland und wurde im Oktober 1963 vom Landgericht Stuttgart zu 15 Monaten Haft verurteilt. Dies war das erste Verfahren dieser Art in der Bundesrepublik Deutschland und ein Vorläufer der späteren Mauerschützenprozesse.